# Тринадцать (фильм, 2005)
«Тринадцать» (фр. 13 Tzameti) — фильм режиссёра Гелы Баблуани.

## Сюжет
22-летний Себастьян, выходец из эмигрантской грузинской семьи, работает кровельщиком. Разбирая черепицу на крыше дома Жана-Франсуа Годона, он слышит разговор хозяина с приятелем, из которого узнаёт, что Жан-Франсуа ждёт письма с предложением о работе, за которую он получит огромные деньги. Однако письмо приходит в тот день, когда хозяин умирает от передозировки, и случайно попадает в руки Себастьяна. Герой решает попытать счастья и последовать инструкциям, изложенным в письме.
Себастьяну приходится стать одним из игроков своеобразной «русской рулетки»: 13 участников стреляют друг в друга из револьверов, заряжая в барабан сначала по одному патрону, затем по два и т. д. — в итоге в живых должен остаться только один.

## В ролях
| Актёр            | Роль              |
| ---------------- | ----------------- |
| Георгий Баблуани | Себастьян         |
| Орельен Рекуэн   | Джеки             |
| Фред Улиссе      | Ален              |
| Николя Пиньон    | Ромен             |
| Ваня Вилер       | Шлёндорф          |
| Филипп Пассон    | Жан-Франсуа Годон |
| Ольга Легран     | жена Годона       |
| Огустен Легран   | Жозе              |
| Джо Престиа      | Пьер Блеро        |
| Серж Шамбон      | организатор       |
| Франсуа Тиссо    | жандарм           |
| Дидье Феррари    | инспектор         |
| Филипп Вилер     | игрок             |
| Паскаль Бонгард  |                   |
| Стив Даскевиш    | Джоуи Джи         |

## Съёмочная группа
- Режиссёр — Гела Баблуани
- Продюсеры — Гела Баблуани, Бруно Даньо, Жан-Мари Делбари
- Сценарист — Гела Баблуани
- Оператор — Тариэль Мелиава
- Композитор — Арно Тайфер

## Награды
- 2005:
  - лучший режиссёр (международный кинофестиваль в Тбилиси),
  - награда Луиджи ди Лаурентиса на Венецианском кинофестивале
- 2006:
  - открытие года (European Film Awards),
  - Гран-при жюри на Кинофестивале Сандэнс,
  - приз на международном кинофестивале в Трансильвании.

## Съёмки
- Баблуани намеренно снял фильм чёрно-белым: по его мнению, это соответствует эстетике нео-нуара.[источник не указан 3343 дня]
- Главную роль в фильме сыграл брат режиссёра. Во второстепенной роли снялся их отец, режиссёр Теймураз Баблуани.
- В названии фильма фигурирует слово «Tzameti» — «тринадцать» по-грузински.
- В 2010 году вышел американский ремейк фильма, режиссёром которого также выступил Гела Баблуани.